# De Soto (Iowa)
De Soto és una població dels Estats Units a l'estat d'Iowa. Segons el cens del 2000 tenia 1.009 habitants.

## Demografia
Segons el cens del 2000, De Soto tenia 1.009 habitants, 374 habitatges, i 283 famílies. La densitat de població era de 263,2 habitants per km².
Dels 374 habitatges en un 40,6% hi vivien nens de menys de 18 anys, en un 65,5% hi vivien parelles casades, en un 8,3% dones solteres, i en un 24,1% no eren unitats familiars. En el 17,4% dels habitatges hi vivien persones soles el 4,5% de les quals corresponia a persones de 65 anys o més que vivien soles. El nombre mitjà de persones vivint en cada habitatge era de 2,7 i el nombre mitjà de persones que vivien en cada família era de 3,09.
Per edats la població es repartia de la següent manera: un 28,8% tenia menys de 18 anys, un 8% entre 18 i 24, un 32,1% entre 25 i 44, un 24,1% de 45 a 60 i un 6,9% 65 anys o més.
L'edat mediana era de 34 anys. Per cada 100 dones de 18 o més anys hi havia 100 homes.
La renda mediana per habitatge era de 48.816 $ i la renda mediana per família de 51.397 $. Els homes tenien una renda mediana de 31.250 $ mentre que les dones 23.784 $. La renda per capita de la població era de 17.464 $. Entorn del 3,7% de les famílies i el 3,3% de la població estaven per davall del llindar de pobresa.

## Poblacions més properes
El següent diagrama mostra les poblacions més properes.